# Adam Jamróz
Adam Jamróz (ur. 5 grudnia 1945 w Jaworznie) – polski prawnik, politolog i nauczyciel akademicki, profesor nauk prawnych, rektor Uniwersytetu w Białymstoku w latach 1997–2002, senator V kadencji, sędzia Trybunału Konstytucyjnego w stanie spoczynku.

## Życiorys

### Wykształcenie i działalność naukowa
Ukończył w 1968 studia na Wydziale Prawa Uniwersytetu Jagiellońskiego, po których pracował jako prawnik (studiując jednocześnie na Uniwersytecie Jagiellońskim filozofię). W 1974 obronił doktorat z nauk politycznych, w 1982 habilitował się (w Wyższej Szkole Nauk Społecznych przy KC PZPR). W 1991 objął stanowisko profesora nadzwyczajnego. W 1992 otrzymał tytuł profesora nauk prawnych, a w 1995 został profesorem zwyczajnym.
Pracował jako adiunkt i docent na Uniwersytecie Śląskim w Katowicach, gdzie kierował Zakładem Problemów Współczesnego Kapitalizmu oraz był zastępcą dyrektora Instytutu Nauk Politycznych. W 1986 przeniósł się na filię Uniwersytetu Warszawskiego w Białymstoku, gdzie był kierownikiem Zakładu Teorii Państwa i Prawa oraz prodziekanem (1987–1990) i dziekanem (1990–1996) Wydziału Prawa. W 1996 został prorektorem Uniwersytetu Warszawskiego ds. filii w Białymstoku. Działał na rzecz utworzenia w Białymstoku samodzielnego uniwersytetu i organizował jego struktury. Po przekształceniu filii Uniwersytetu Warszawskiego w Uniwersytet w Białymstoku został pierwszym rektorem nowej uczelni, funkcję tę pełnił od 1997 do 2002.
Pod jego kierunkiem w 1996 stopień naukowy doktora uzyskała Anetta Breczko.
Jest autorem, współautorem lub redaktorem ponad 100 publikacji naukowych, w tym około 20 książek. Specjalizuje się w systemach politycznych, prawie konstytucyjnym, współczesnej myśli politycznej i prawnej. Był stypendystą Instytutu Nauk Politycznych w Paryżu, École des hautes études en sciences sociales oraz Fundacji Konrada Adenauera, jak również członkiem Komitetu Nauk Prawnych i Komitetu Nauk Politycznych PAN oraz członkiem ZNP. W 2002 został członkiem Europejskiej Akademii Nauki, Sztuk i Literatury w Paryżu.

### Działalność publiczna
W okresie PRL był członkiem PZPR. W wyborach w 2001 jako bezpartyjny kandydat został z ramienia koalicji SLD-UP wybrany na senatora z okręgu białostockiego. Od października 2001 do lutego 2002 pełnił funkcję wiceministra (w randze sekretarza stanu) w Ministerstwie Edukacji Narodowej i Sportu. Mandat w izbie wyższe parlamentu wykonywał do 10 lipca 2003. W 2003 został wybrany przez Sejm na sędziego Trybunału Konstytucyjnego, dziewięcioletnią kadencję rozpoczął 22 lipca tego samego roku, upłynęła ona z dniem 22 lipca 2012.
W 2007 poseł PiS Arkadiusz Mularczyk w trakcie rozprawy przed TK w sprawie tzw. ustawy lustracyjnej ogłosił, że z materiałów uzyskanych z IPN wynika, iż Adam Jamróz był kontaktem operacyjnym SB. Adam Jamróz zaprzeczył, jakoby kiedykolwiek współpracował ze służbami specjalnymi PRL. Według IPN w ewidencji wewnętrznej Departamentu I MSW figurował od 1977 jako kontakt operacyjny, natomiast jego oświadczenie lustracyjne nie zostało zakwestionowane przez prokuratora IPN (sprawa została pozostawiona bez dalszego biegu).

## Odznaczenia i wyróżnienia
W 2003 otrzymał Krzyż Kawalerski Legii Honorowej, a w 2012 Krzyż Komandorski Orderu Odrodzenia Polski. Uhonorowany tytułem doktora honoris causa Uniwersytetu w Grodnie (2001) oraz Uniwersytetu w Białymstoku (2022). Za książkę Demokracja współczesna. Wprowadzenie wyróżniony w 2001 nagrodą Uniwersytetu Warszawskiego im. Franciszka Ryszki.

## Życie prywatne
Syn Wita i Kazimiery. Żonaty z Bożeną, ma trzech synów.

## Publikacje
- Demokracja, „Temida 2”, Białystok 1995
- Demokracja współczesna. Wprowadzenie, „Temida 2”, Białystok 1993
- Francuska Partia Komunistyczna i Partia Socjalistyczna. Problemy strategii przejścia do socjalizmu (1968–1979), UŚ, Katowice 1981, ISBN 83-00-00158-1
- Historia konstytucyjna i polityczna Francji (1789–1958) (tłumaczenie z języka francuskiego, autorzy Marcel Morabito, Daniel Bourmaud), „Temida 2”, Białystok 1996, ISBN 83-86137-22-3
- Konstytucja. Ustrój polityczny. System organów państwowych. Prace ofiarowane profesorowi Marianowi Grzybowskiemu (współredaktor naukowy ze Stanisławem Bożykiem), „Temida 2”, Białystok 2010, ISBN 978-83-89620-86-6
- System partyjny współczesnej Francji, Państwowe Wydawnictwo Naukowe, Warszawa 1990, ISBN 83-01-08517-7
- Systemy polityczne rozwiniętych krajów kapitalistycznych (redaktor), Państwowe Wydawnictwa Naukowe, Warszawa 1989 1989, ISBN 83-01-08404-9
- Wprowadzenie do prawoznawstwa, Wydawnictwo Prawnicze LexisNexis, Warszawa 2008, ISBN 978-83-7334-964-3
- Współczesna socjaldemokracja francuska 1945–1975. Istota przemian ideologicznych i politycznych, IBWPK, Warszawa 1976
- Wstęp do nauk prawnych (współautor z Anettą Breczko, Sławomirem Oliwniakiem, redaktor), „Temida 2”, Białystok 1993
- Wstęp do prawoznawstwa (współautor z Anettą Breczko, Sławomirem Oliwniakiem, redaktor), „Temida 2”, Białystok 2007, ISBN 978-83-89620-24-8